# Hagen Hauptbahnhof
Hagen Hauptbahnhof ist ein Fern-, Regional- und S-Bahnhof in Hagen im östlichen Ruhrgebiet. Täglich halten im Bahnhof etwa 230 Züge (Stand: 2022). 2019 wurden etwa 30.000 Reisende und Besucher pro Tag gezählt.

## Geschichte

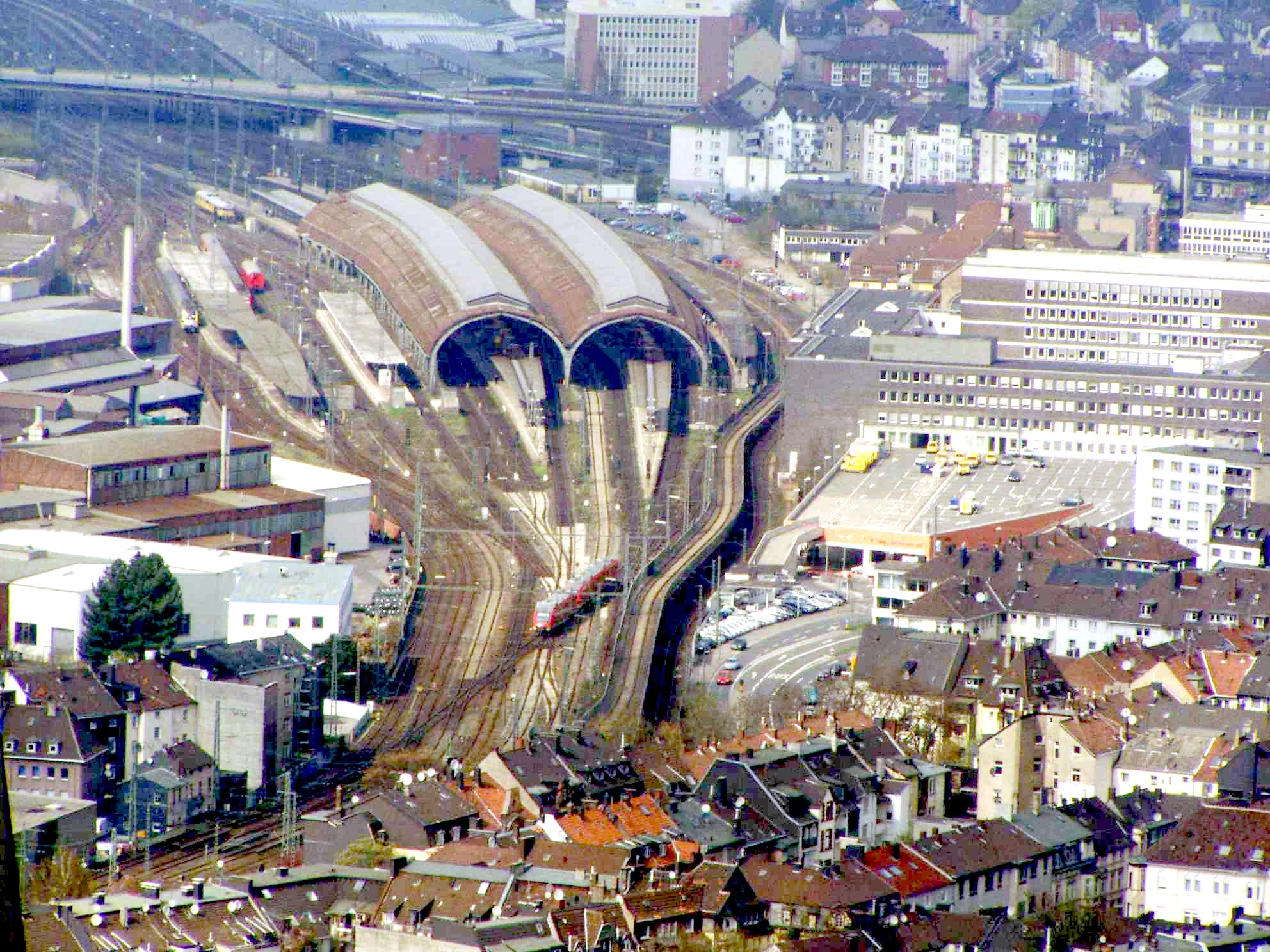
Der Hagener Hauptbahnhof aus der Vogelperspektive

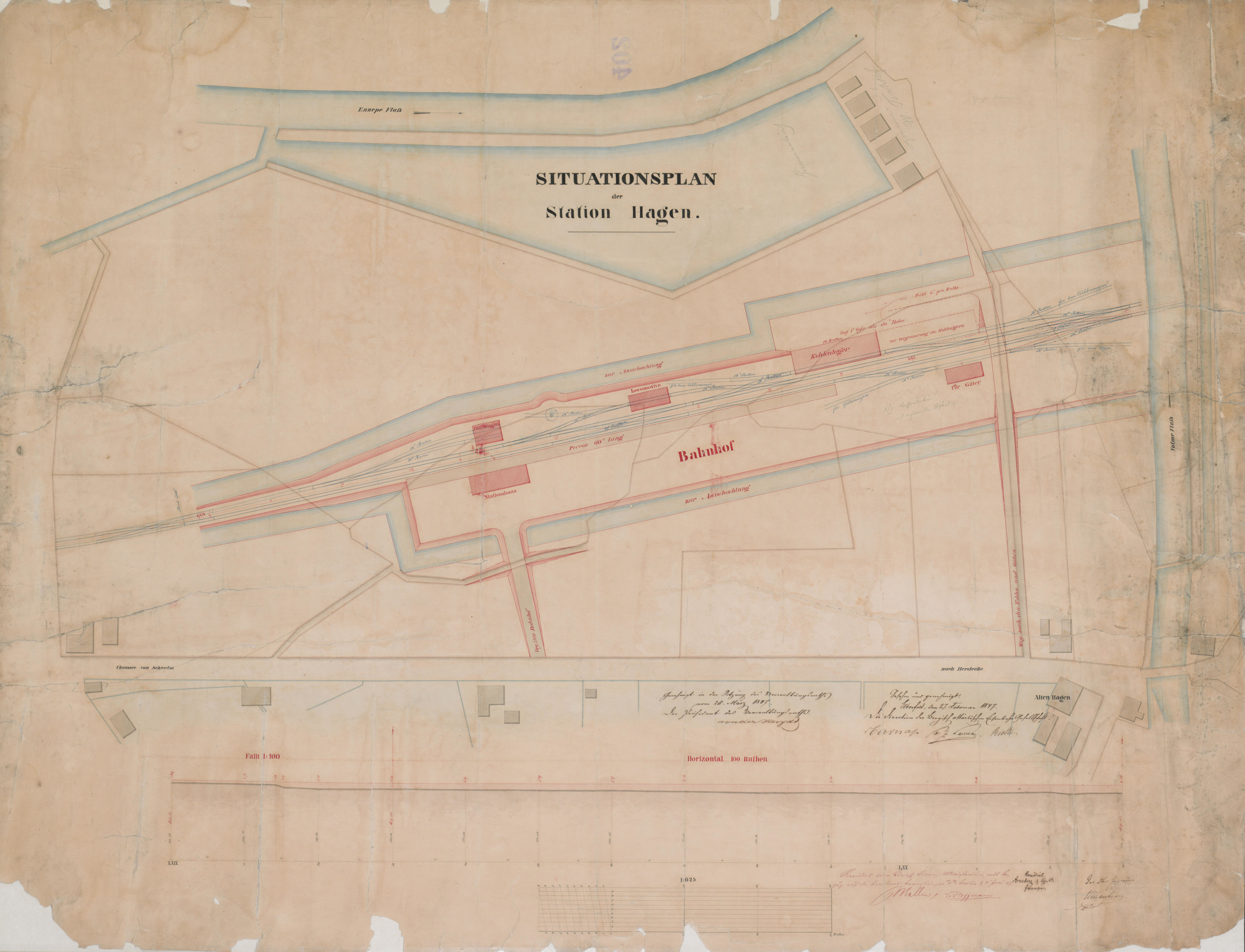
Plan des Bahnhofs 1847

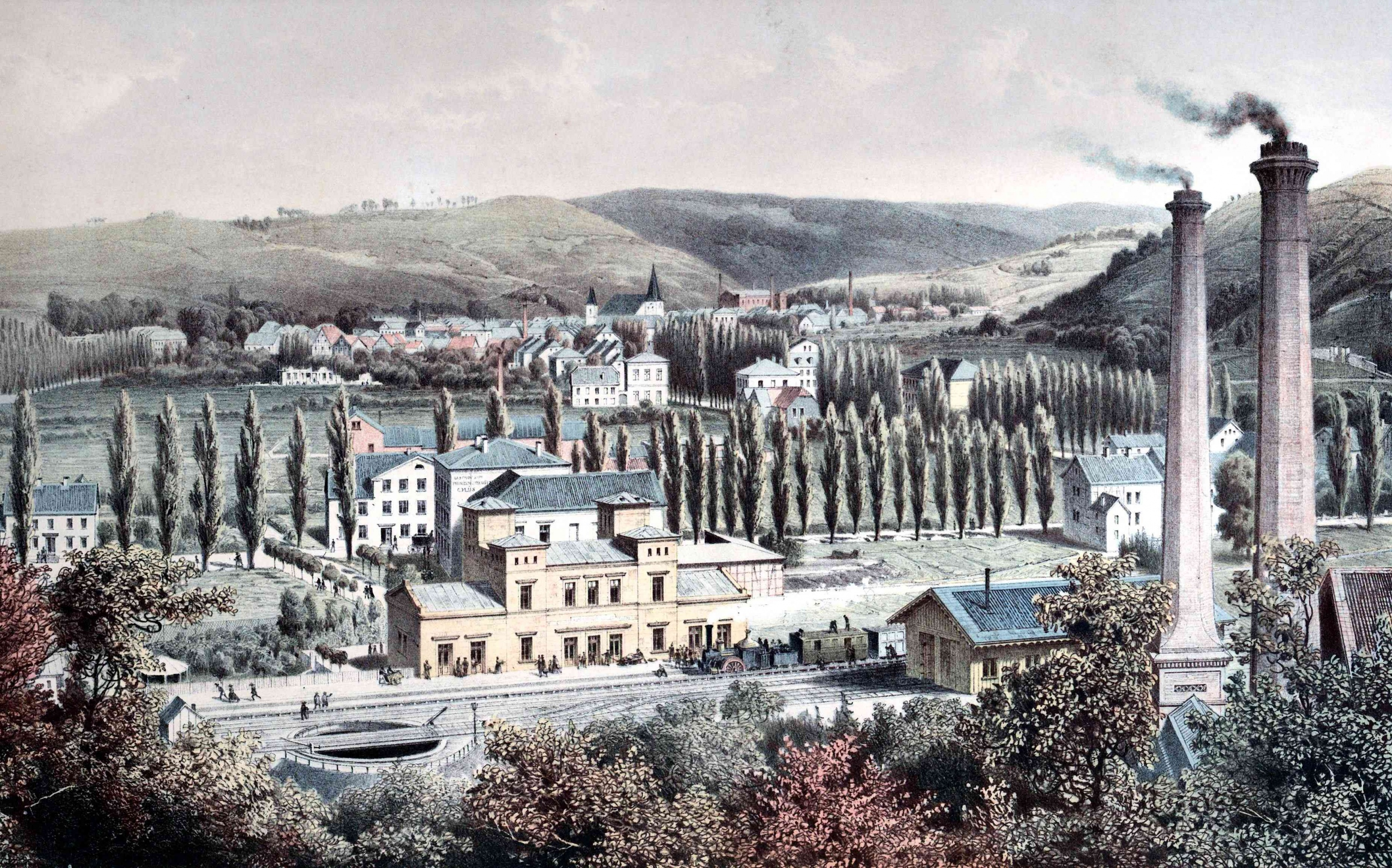
Zeichnung des Bahnhofs 1860

Durch den Bau der von Friedrich Harkort entwickelten Stammstrecke Elberfeld–Dortmund der Bergisch-Märkischen Eisenbahn-Gesellschaft erhielt Hagen 1848/49 Anschluss an das sich rasch ausbreitende Eisenbahnnetz. Dies war der Anstoß dafür, dass sich Hagen rasch zur Industriestadt mit Hütten- und Metallindustrie entwickelte. Nach Eröffnung der Ruhr-Sieg-Strecke über Altena nach Siegen im Jahre 1861 gewann die Stadt auch Bedeutung als Eisenbahnknoten.

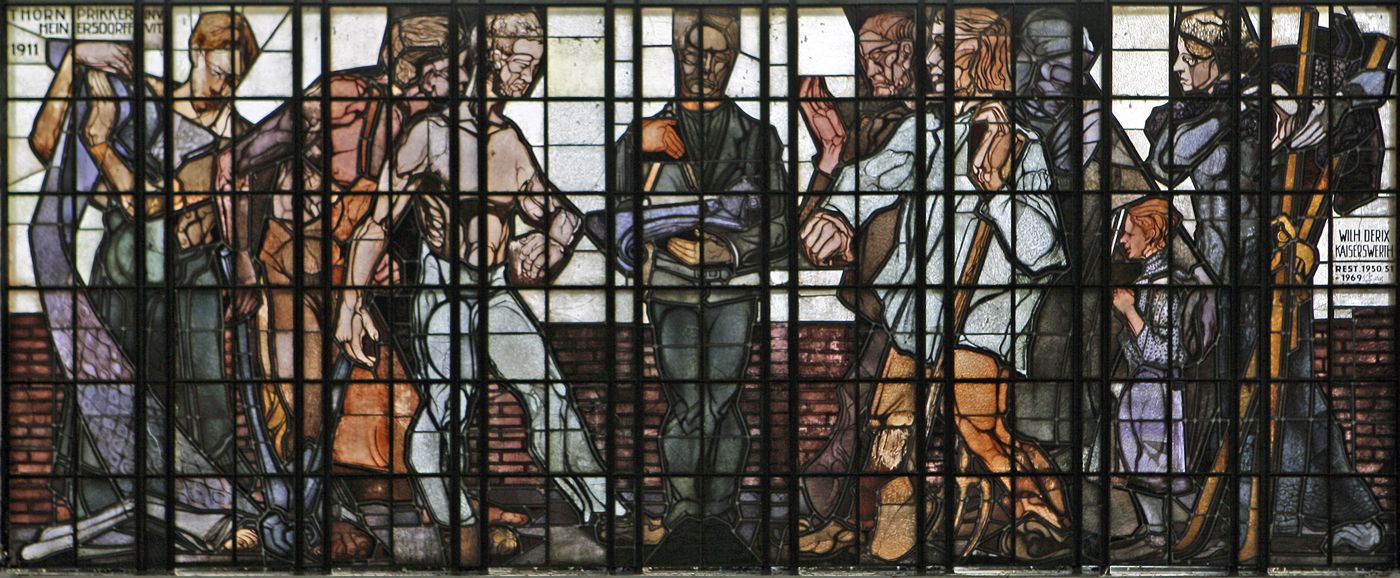
Thorn-Prikker: „Der Künstler als Lehrer für Handel und Gewerbe“ (1911)

Das neobarocke, vom Architekten Walter Morin geplante und am 14. September 1910 eingeweihte Empfangsgebäude, das aus Ziegelsteinen gebaut und teilweise mit Sandstein verkleidet ist, überstand den Bombenhagel des Zweiten Weltkriegs zwar nicht unversehrt, wurde im Gegensatz zu anderen Bahnhöfen im Ruhrgebiet aber nicht vollständig zerstört, wodurch es noch heute zu bewundern ist. Hier ließ Karl Ernst Osthaus im Jahre 1911 im Hauptfenster über dem Eingang das Glasgemälde „Der Künstler als Lehrer für Handel und Gewerbe“ von Jan Thorn Prikker einsetzen.
Erhalten blieb auch die von Stephany entworfene, zweischiffige Bahnsteighalle aus dem Jahre 1910, die, bis auf drei, sämtliche Bahnsteige überspannt. Sie wurde in den 1990er-Jahren denkmalgerecht restauriert und ist ein bedeutendes Beispiel für die seit dem späten 19. Jahrhundert entwickelte Hallenkonstruktion in Stahlbauweise. In Westfalen und dem Ruhrgebiet ist sie die einzige erhaltene „klassische“ Bahnsteighalle und eine der wenigen ihrer Art in Deutschland. Bei den schweren anglo-amerikanischen Bombenangriffen auf Hagen im Zweiten Weltkrieg ist sie im Gegensatz zu vielen anderen Bahnhofshallen im Ruhrgebiet nicht zerstört worden.
Eine Besonderheit des Hauptbahnhofs Hagen besteht darin, dass 6 der 10 Bahnsteiggleise doppelt belegt sind. So liegen zum Beispiel die Gleise 3, 4, 5 und 6 am selben Bahnsteig: 4 und 6 rechts des Personentunnels (Abschnitte A und B), 3 und 5 links davon (Abschnitte C bis F). Wobei 3 und 4 bzw. 5 und 6 dasselbe Gleis bezeichnen, aber unterschiedliche Abschnitte desselben, nämlich nördlich/südlich bzw. rechts/links der Unterführung.
Der Hauptbahnhof ist ein sogenannter „Trennungsbahnhof in Staffelbauweise“ mit Weichen und Überholgleisen an den beiden Hauptbahnsteigen in der Halle. Dadurch ergibt sich die Möglichkeit, bis zu vier (kurze) Züge gleichzeitig an einem Bahnsteig abzufertigen. Als Nachteil müssen die Reisenden mitunter lange Fußwege in Kauf nehmen.
Der Hagener Hauptbahnhof ist ein denkmalgeschütztes Gebäude und Teil der Route der Industriekultur.

### Sanierung
Vom Herbst 2004 bis Ende Mai 2006 wurde das Innere des Bahnhofes für rund 1,2 Millionen Euro aufwendig restauriert, wie geplant vor Beginn der Fußball-Weltmeisterschaft 2006. So erhielt die Bahnhofshalle mit der Rekonstruktion des Tonnengewölbes etwas ihres alten Glanzes zurück und Details wie etwa das Glasfenster Thorn Prikkers, von Tageslicht bestrahlt, sind wieder gut erkennbar.
Seit Oktober 2014 wird der Hauptbahnhof Hagen weiter sowohl innen als auch außen saniert. Insgesamt sollen hierfür rund 300.000 Euro investiert werden. Insgesamt durchqueren jeden Tag 25.000 bis 30.000 Reisende das Bahnhofsgebäude. Die gesamte Empfangshalle soll nach denkmalpflegerischen Gesichtspunkten rekonstruiert werden und ihre einst lichte, helle Gestalt wiederbekommen. In der Mitte der Halle wurde ein Lotto- und Tabakgeschäft abgerissen und durch einen DB-Informationsschalter für Reisende ersetzt. Auch der ehemalige Wartesaal, in dem ein Drogeriemarkt untergebracht war, wurde teilweise wieder freigelegt, dabei wurde im hinteren Teil der Bahnhofshalle eine unter Denkmalschutz stehende großdimensionierte Bahnhofsuhr in einen „REWE to go“-Markt integriert. Auch die Unterführung zu den Gleisen soll sauberer und heller als zuvor werden. Zudem sollen die Bahnsteighöhen an die Einstiegshöhen der Züge angepasst werden.
In den nächsten Jahren plant die Deutsche Bahn AG, den Hauptbahnhof Hagen für 31,7 Millionen Euro umfassend zu sanieren. Knappe 10 Millionen Euro sollen vom Land Nordrhein-Westfalen bereitgestellt werden. Die Sanierung sollte 2021 beginnen, doch wegen der Flutkatastrophe im Juli 2021 wurden Umplanungen nötig, um den Bahnhof hochwassersicher zu machen. Nach aktuellem Stand sollte die Sanierung im März 2025 beginnen.

## Weitere Bahnanlagen in Hagen

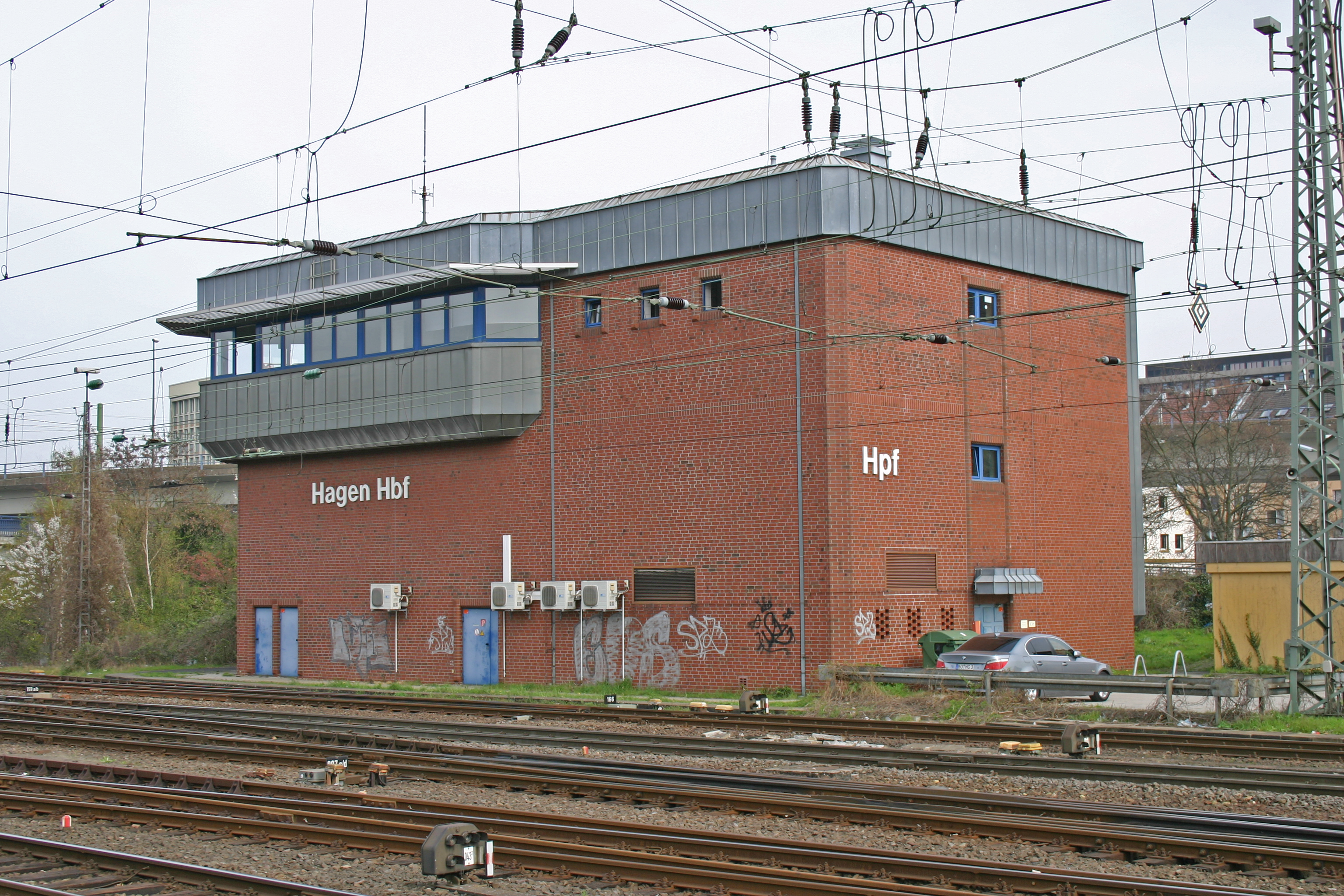
Stellwerk Hagen Hbf

Im Bereich des Güterverkehrs sind die regionalen Aufgaben des unmittelbar nördlich an den Hauptbahnhof anschließenden örtlichen Rangierbahnhofes Hagen Gbf (Güterbahnhof) mit dem Fahrplanwechsel im Dezember 2005 auf den Rangierbahnhof Schwerte (Ruhr) übergegangen. Am 31. Juli 2005 wurde der zugehörige Containerbahnhof durch die Deutsche Bahn stillgelegt. Seine Aufgaben übernahm der Containerbahnhof in Wuppertal-Langerfeld. Ab 2007 wurde das Containerterminal von der Spedition Hangartner für einen Zug zwischen Hagen und Verona genutzt. In kurzer Entfernung (2,5 km Schienenweg) liegt der Rangierbahnhof Hagen-Vorhalle.
Die Triebfahrzeuginstandhaltung im ebenfalls unmittelbar nördlich des Hauptbahnhofs gelegenen Werk Hagen-Eckesey wurde im Jahr 2004 eingestellt. Teilweise werden die Anlagen nun von der Güterwagenservicestelle Hagen-Eckesey genutzt. Ab Februar 2007 richtete Abellio Rail NRW in den Hallen der ehemaligen Schwerlastgruppe Hagen eine Werkstatt für ihre Flirt-Triebwagen ein.
An der nördlichen Ausfahrt des Hauptbahnhofs befindet sich das Elektronische Stellwerk „Hpf“ der Bauart El S (SIMIS C), das den Bahnverkehr im Hauptbahnhof steuert. Es wurde am 21. Mai 1995 in Betrieb genommen. In der 1. Baustufe umfasste der Stellbereich zusätzlich die Strecke von Ennepetal im Süden bis Abzweig Einhaus im Norden. 2003 wurde der Stellbereich bis Westhofen ausgedehnt, 2007 bis Holzwickede.

## Bedienung

### Fernverkehr
Im Schienenpersonenfernverkehr verkehren folgende Intercity- und Intercity-Express-Linien in Hagen Hauptbahnhof:
| Linie  | Linienverlauf | Takt          | Betreiber/EVU  |
| ------ | --- | ------------- | -------------- |
| ICE 10 | Berlin Ost – Hannover – Bielefeld – Hamm – Hagen – Wuppertal – (Solingen –) Köln | 0120 min      | DB Fernverkehr |
| ICE 19 | Berlin Ost – Hannover – Bielefeld – Hagen – Wuppertal – Köln – Bonn | 0120 min      | DB Fernverkehr |
| ICE 31 | Hamburg-Altona – Hamburg – Bremen – Münster – Dortmund – Hagen – Wuppertal – Solingen – Köln – Koblenz – Mainz – Frankfurt Flughafen – Frankfurt – / Hanau – Würzburg – Nürnberg – Ingolstadt – München | 2 Zugpaare    | DB Fernverkehr |
| ICE 42 | (Hamburg-Altona – Münster –) Dortmund – Hagen – Wuppertal – Solingen – Köln – Siegburg (Bonn) – Flughafen Frankfurt Main – Mannheim – Stuttgart – Ulm – Augsburg – München                              | 1 Zug         | DB Fernverkehr |
| ICE 43 | Hannover – Hamm – Dortmund – Hagen – Wuppertal – Solingen – Köln – Frankfurt Flughafen – Mannheim – Karlsruhe – Basel                                                                                   | einzelne Züge | DB Fernverkehr |
| ICE 91 | Dortmund – Hagen – Wuppertal – Solingen – Köln – Koblenz – Frankfurt Flughafen – Frankfurt – Würzburg – Nürnberg – Passau – Linz – Wien                                                                 | 2 Zugpaare    | DB Fernverkehr |
| IC 31  | Kiel –/Fehmarn-Burg – Hamburg – Bremen – Münster – Dortmund – Hagen – Wuppertal – Solingen – Köln – Koblenz – Frankfurt Flughafen – Würzburg – Nürnberg – Passau                                        | 120 min       | DB Fernverkehr |
| IC 55  | Dresden – Leipzig – Halle – Hannover – Hamm – Dortmund – Hagen – Wuppertal – Solingen – Köln – Bonn | 120 min       | DB Fernverkehr |

### Regionalverkehr und S-Bahn
Im Schienenpersonennahverkehr bedienen folgende Regional-Express-, Regionalbahn- und S-Bahn-Linien den Hauptbahnhof:
| Linie | Linienverlauf | Takt                                                                             | Betreiber        |
| ----- | --- | -------------------------------------------------------------------------------- | ---------------- |
| RE 4  | Wupper-Express: Aachen Hbf – Aachen Schanz – Aachen West – Herzogenrath – Kohlscheid (einzelne Züge) – Übach-Palenberg – Geilenkirchen – Lindern – Hückelhoven-Baal – Erkelenz – Rheydt Hbf – Mönchengladbach Hbf – Neuss Hbf – Düsseldorf-Bilk – Düsseldorf Hbf – Wuppertal-Vohwinkel – Wuppertal Hbf – Wuppertal-Barmen – Wuppertal-Oberbarmen – Schwelm – Ennepetal (Gevelsberg) – Hagen Hbf – Wetter (Ruhr) – Witten Hbf – Dortmund Hbf Stand: Fahrplanwechsel Dezember 2023 | 60 min                                                                           | National Express |
| RE 7  | Rhein-Münsterland-Express: Rheine – Emsdetten – Greven – Münster Hbf – Münster-Hiltrup – Drensteinfurt – Hamm (Westf) Hbf – Bönen – Unna – Holzwickede – Schwerte – Hagen Hbf – Ennepetal (Gevelsberg) – Schwelm – Wuppertal-Oberbarmen – Wuppertal Hbf – Solingen Hbf – Opladen – Köln Messe/Deutz – Köln Hbf – Dormagen – Neuss Hbf – Meerbusch-Osterath – Krefeld-Oppum – Krefeld Hbf Stand: Fahrplanwechsel Dezember 2023 | 60 min                                                                           | National Express |
| RE 13 | Maas-Wupper-Express: Venlo – Kaldenkirchen – Breyell – Boisheim – Dülken – Viersen – Mönchengladbach Hbf – Neuss Hbf – Düsseldorf-Bilk – Düsseldorf Hbf – Wuppertal-Vohwinkel – Wuppertal Hbf – Wuppertal-Barmen – Wuppertal-Oberbarmen – Schwelm – Ennepetal (Gevelsberg) – Hagen Hbf – Schwerte (Ruhr) – Holzwickede – Unna – Bönen – Hamm (Westf) Hbf Stand: Fahrplanwechsel Dezember 2023 | 60 min                                                                           | eurobahn         |
| RE 16 | Ruhr-Lenne-Express: Essen Hbf – Wattenscheid – Bochum Hbf – Witten Hbf – Wetter (Ruhr) – Hagen Hbf – Hohenlimburg – Iserlohn-Letmathe – Letmathe-Dechenhöhle – Iserlohn Stand: Fahrplanwechsel Dezember 2023 | 60 min                                                                           | VIAS             |
| RE 17 | Sauerland-Express: Hagen Hbf – Schwerte (Ruhr) – Fröndenberg – Wickede (Ruhr) – Neheim-Hüsten – Arnsberg – Oeventrop – Freienohl – Meschede – Bestwig – Olsberg – Brilon Wald Linienast 1: – Brilon Stadt Linienast 2: – Hoppecke – Messinghausen – Beringhausen – Bredelar – Marsberg – Westheim (Westf) – Scherfede – Warburg (Westf) Linienast 3: – Willingen Stand: Fahrplanwechsel Dezember 2024 | 60 min Hagen – Brilon Stadt morgens Hagen – Warburg Clubsaison Hagen – Willingen | DB Regio         |
| RB 40 | Ruhr-Lenne-Bahn: Essen Hbf – Essen-Kray Süd – Wattenscheid – Bochum Hbf – Witten Hbf – Wetter (Ruhr) – Hagen-Vorhalle – Hagen Hbf Stand: Fahrplanwechsel Dezember 2021 | 60 min                                                                           | DB Regio         |
| RB 52 | Volmetal-Bahn: Dortmund Hbf – Dortmund Signal-Iduna-Park – Dortmund Tierpark – Dortmund-Kirchhörde – Dortmund-Löttringhausen – Wittbräucke – Herdecke – Hagen Hbf – Hagen-Oberhagen – Dahl – Rummenohl – Dahlerbrück – Schalksmühle – Lüdenscheid-Brügge – Lüdenscheid Stand: April 2024 | 60 min                                                                           | DB Regio         |
| RB 91 | Ruhr-Sieg-Bahn: Hagen Hbf – Hohenlimburg – Iserlohn-Letmathe – Altena (Westf) – Werdohl – Plettenberg – Finnentrop – Lennestadt-Grevenbrück – Lennestadt-Meggen – Lennestadt-Altenhundem – Kirchhundem – Kirchhundem-Welschen Ennest – Kreuztal-Littfeld – Kreuztal-Eichen – Kreuztal – Siegen-Geisweid – Siegen-Weidenau – Siegen Hbf Stand: Fahrplanwechsel Dezember 2023 | 60 min (werktags) 120 min (sonn-/feiertags)                                      | VIAS             |
| S 5   | Dortmund Hbf – Dortmund-Barop – Dortmund-Kruckel – Witten-Annen Nord – Witten Hbf – Wetter (Ruhr) – Hagen-Vorhalle – Hagen Hbf Stand: Fahrplanwechsel Dezember 2023 | 60 min                                                                           | DB Regio         |
| S 8   | Hagen Hbf – HA-Wehringhausen – HA-Heubing – HA-Westerbauer – Gevelsberg-Knapp – Gevelsberg Hbf – Gevelsberg-Kipp – Gevelsberg West – Schwelm – Schwelm West – W-Langerfeld – W-Oberbarmen – W-Barmen – W-Unterbarmen – Wuppertal Hbf – W-Steinbeck – W-Zoologischer Garten – W-Sonnborn – W-Vohwinkel – Haan-Gruiten – Hochdahl-Millrath – Hochdahl – Erkrath – D-Gerresheim – D-Flingern – Düsseldorf Hbf – D-Friedrichstadt – D-Bilk – D-Völklinger Straße – D-Hamm – NE Rheinpark-Center – NE Am Kaiser – Neuss Hbf – Büttgen – Kleinenbroich – Korschenbroich – MG-Lürrip – Mönchengladbach Hbf Stand: Fahrplanwechsel Dezember 2023                                | 60 min                                                                           | DB Regio         |
| S 9   | Recklinghausen Hbf – Herten (Westf) – Gladbeck West – Bottrop-Boy – Bottrop Hbf – E-Dellwig Ost – E-Gerschede – E-Borbeck – E-Borbeck Süd – Essen West – Essen Hbf – E-Steele – E-Überruhr – E-Holthausen – E-Kupferdreh – Velbert-Nierenhof – Velbert-Langenberg – Velbert-Neviges – Velbert-Rosenhügel – Wülfrath-Aprath – W-Vohwinkel – W-Sonnborn – W-Zoologischer Garten – W-Steinbeck – Wuppertal Hbf – W-Unterbarmen – W-Barmen – W-Oberbarmen – W-Langerfeld – Schwelm West – Schwelm – Gevelsberg West – Gevelsberg-Kipp – Gevelsberg Hbf – Gevelsberg-Knapp – HA-Westerbauer – HA-Heubing – HA-Wehringhausen – Hagen Hbf Stand: Fahrplanwechsel Dezember 2023 | 60 min                                                                           | DB Regio         |

### Museumsbahn
Bis 2019 bedienten drei Museumsbahn-Linien der RuhrtalBahn Betriebsgesellschaft mbH den Hauptbahnhof:
| Linie | Linienverlauf                                                          | Betriebstage                                                                      |
| ----- | ---------------------------------------------------------------------- | --------------------------------------------------------------------------------- |
| H     | Hagen – Wengern Ost – Herbede – Henrichshütte – Hattingen (Ruhr)       | zuletzt Mai bis Oktober: jeden 1. und 3. Freitag sowie 2. und 4. Samstag im Monat |
| T     | Herdecke – Hagen – Gevelsberg-Nirgena – Ennepetal-Kluterthöhle         | zuletzt 3 Tage im Jahr 2018                                                       |
| V     | Witten Hbf – Wengern Ost – Hagen – Ennepetal – Schwelm – Wuppertal Hbf | zuletzt 4 Tage im Jahr 2018                                                       |

### Busverkehr

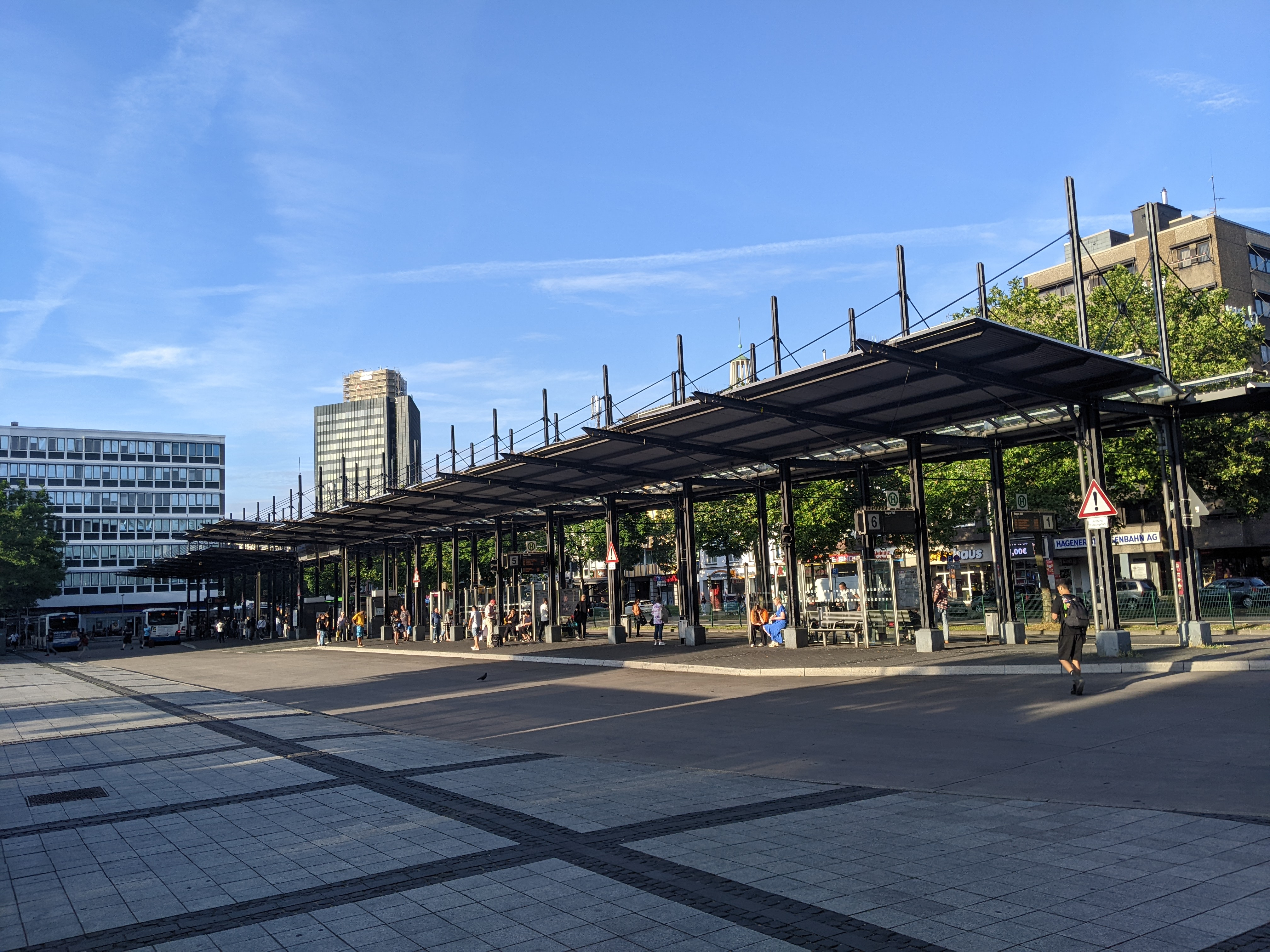
Busbahnhof Hagen

Der Hagener Hauptbahnhof stellt eine der beiden wichtigsten Haltestellen im Hagener Busnetz dar. Nahezu alle Linien der Hagener Straßenbahn AG (abgesehen von Stadtteillinien) halten an dem aus sechs Haltepositionen bestehenden, 2000 gebauten Busbahnhof. Außerdem besteht Anschluss an städteübergreifende Linien der Verkehrsgesellschaft Ennepe-Ruhr (in Richtung Ennepetal), der Märkischen Verkehrsgesellschaft (in Richtung Breckerfeld, Halver und Kierspe) sowie der DB Rheinlandbus (in Richtung Wetter und Schwerte/Ruhr).
Stand: 8. Januar 2024
| Linie                            | Verlauf | Takt in Minuten                              | Takt in Minuten                                               | Takt in Minuten                                               | Info | Anmerkung |
| Linie                            | Verlauf | Montag–Freitag                               | Samstag                                                       | Sonntag, Feiertage                                            | Info | Anmerkung |
| Stadt-, Regional- und Schnellbus | Stadt-, Regional- und Schnellbus | Stadt-, Regional- und Schnellbus             | Stadt-, Regional- und Schnellbus                              | Stadt-, Regional- und Schnellbus                              | Stadt-, Regional- und Schnellbus | Stadt-, Regional- und Schnellbus |
| -------------------------------- | --- | -------------------------------------------- | ------------------------------------------------------------- | ------------------------------------------------------------- | --- | --- |
| CE51                             | Hagen Hauptbahnhof – Stadtmitte – Eilpe – Hohenlimburg Bahnhof – Elsey Krankenhaus – Im Sibb | 30                                           | 30                                                            | 60                                                            | Sonn und Feiertags nur von Hohenlimburg Bahnhof bis Hohenlimburg im Sibb                                                                                             | Ersetzt die 524 im Abschnitt Hohenlimburg Bahnhof und Hohenlimburg Im Sibb und die SB71 im Abschnitt Hagen Hauptbahnhof bis Hohenlimburg Bahnhof                     |
| CE52                             | Hagen Vossacker – Vorhalle – Hauptbahnhof – Stadtmitte – Remberg – Eppenhausen – Boloh Schleife | 30                                           | 30                                                            | 60                                                            | Sonn und Feiertags nur von Hagen HBF bis Hagen Boloh | Ersetzt die SB72 im Abschnitt Vossacker bis Hauptbahnhof und die 520 auf gesamter Strecke                                                                            |
| 84                               | Hagen Hauptbahnhof – Stadtmitte – Eilpe – Freilichtmuseum – Zurstraße – Breckerfeld – Halver – Kierspe                                                                                                | 60                                           | 60                                                            | 3 Fahrten                                                     | Sonn und Feiertags nur 3 Fahrten | Sonn und Feiertags nur 3 Fahrten |
| 510                              | Hagen Boele Markt – Loxbaum – Altenhagen – Hauptbahnhof – Stadtmitte – Oberhagen – Eilpe – Delstern – Ambrock – Dahl – Rummenohl Bahnhof – Sterbecke                                                  | 20–30                                        | 20–30                                                         | 30–60                                                         | | |
| 511                              | Hagen Stadtmitte – Hauptbahnhof – Kückelhausen – Haspe – Voerde – Altenvoerde – Ennepetal Busbahnhof                                                                                                  | 30                                           | 30–60                                                         | 60                                                            | | |
| 512                              | Hagen, Bathey – Boele Markt – Loxbaum – Altenhagen – Hauptbahnhof – Stadtmitte – Oberhagen – Eilpe – Freilichtmuseum – Selbecke –Breckerfeld – Wengeberg                                              | 20–30                                        | 20–30                                                         | 30–60                                                         | | |
| 512                              | Ab Dortmund-Syburg nach Hagen bzw. Breckerfeld | 5 Fahrten                                    | 6 Fahrten                                                     | 5 Fahrten                                                     | Hat keine richtige Taktung, fährt unregelmäßig | Hat keine richtige Taktung, fährt unregelmäßig |
| 513                              | Hagen Hauptbahnhof – Stadtmitte – Landgericht – Reh – Elsey – Hohenlimburg Bahnhof | 30                                           | 30                                                            | 30                                                            | | |
| 514                              | Hagen Spielbrink – Heubing S – Haspe – Kückelhausen – Wehringhausen – Hauptbahnhof – Stadtmitte – Hoheleye – Loxbaum – Helfe – Bathey                                                                 | 30                                           | 30                                                            | 60                                                            | Einzelne Fahrten Mo-Sa von Kabel | Einzelne Fahrten Mo-Sa von Kabel |
| 514                              | Hagen Spielbrink – Heubing S – Haspe – Kückelhausen – Wehringhausen – Hauptbahnhof – Stadtmitte – Hoheleye – Loxbaum – Helfe – Bathey                                                                 | 30                                           | 30                                                            | 60                                                            | Sonn–und Feiertags von Kabel nach HBF bzw. Spielbrink | |
| 515                              | Hagen Südufer Hengstey – Boele – Eckesey – Hauptbahnhof – Stadtmitte – Tondernstrasse – Fernuni – Loxbaum – Halden – Herbeck – Hohenlimburg Bahnhof                                                   | 30–60                                        | 30–60                                                         | 30–60                                                         | Hagen Südufer Hengstey bis Loxbaum wird alle 30 Minuten angefahren, bis Hohenlimburg alle 60 Min                                                                     | Hagen Südufer Hengstey bis Loxbaum wird alle 30 Minuten angefahren, bis Hohenlimburg alle 60 Min                                                                     |
| 516                              | Hagen, Vorhalle Bahnhof/Brockhausen/Wasserschloss Werdringen – Vorhalle – Boelerheide – Altenhagen – Hauptbahnhof – Stadtmitte – Oberhagen – Eilpe – Eilperfeld                                       | 15–30                                        | 15–30                                                         | 30–60                                                         | | |
| 517                              | Hagen Hasper Torhaus – Tücking – Kuhlerkamp – Hauptbahnhof – Stadtmitte – Elsey – Hohenlimburg Bahnhof – Wesselbach                                                                                   | 15–30                                        | 15–30                                                         | 30–60                                                         | Hat im Wechsel den End und Startpunkt bei Hasper Torhaus oder Kuhlerkamp                                                                                             | Hat im Wechsel den End und Startpunkt bei Hasper Torhaus oder Kuhlerkamp                                                                                             |
| 517                              | Hagen Hasper Torhaus – Tücking – Kuhlerkamp – Hauptbahnhof – Stadtmitte – Elsey – Hohenlimburg Bahnhof – Wesselbach                                                                                   | 15–30                                        | 15–30                                                         | 30–60                                                         | Hat im Wechsel den End und Startpunkt Hohenlimburg Bahnhof oder Hohenlimburg Wesselbach                                                                              | |
| 518                              | Herdecke Schanze – Mitte – Hagen Weststrasse – Eckesey – Hauptbahnhof – Stadtmitte – Emst – Emsterfeld – Haßley – Holthausen – Hohenlimburg Bahnhof                                                   | 30                                           | 30                                                            | 60                                                            | | |
| 519                              | Herdecke Nacken – Bahnhof–Mitte – Hagen Weststr. – Eckesey – Hauptbahnhof – Stadtmitte – Emst – Emsterfeld                                                                                            | 30                                           | 30                                                            | 60                                                            | | |
| 522                              | Hagen Hauptbahnhof – Stadtmitte – Remberg – Eppenhausen – Hohenlimburg Bahnhof | 30                                           | 30                                                            | 60                                                            | Ersetzt die SB72 von Hagen HBF bis Hohenlimburg Bahnhof | Ersetzt die SB72 von Hagen HBF bis Hohenlimburg Bahnhof |
| 524                              | Hagen-Fley Mitte – Helfe – Loxbaum – Boelerheide – Eckesey – Hauptbahnhof – Stadtmitte – Tondernstrasse – Halden – Lennetal – Industriestrasse – Garenfeld Mitte                                      | 30–60                                        | 30–60                                                         | 60                                                            | Der Abschnitt Hohenlimburg Bahnhof bis Hohenlimburg Im Sibb wurde durch die neue Linie CE51 übernommen. Die 524 fährt ab Hauptbahnhof nun nach Garenfeld Mitte.      | Der Abschnitt Hohenlimburg Bahnhof bis Hohenlimburg Im Sibb wurde durch die neue Linie CE51 übernommen. Die 524 fährt ab Hauptbahnhof nun nach Garenfeld Mitte.      |
| 525                              | Hagen Geweke – Heubing S – Haspe – Kückelhausen – Hauptbahnhof – Westfalenbad – Boelerheide – Boele Markt                                                                                             | 30                                           | 30                                                            | 60                                                            | | |
| 527                              | Hagen Ischeland – Hauptbahnhof – Stadtmitte – Emst – Fernuniversität – Loxbaum | 30                                           | 30                                                            | 60                                                            | | |
| 528                              | Hagen Hauptbahnhof – Stadtmitte – Tondernstrasse – Frachtzentrum – Profilstraße Schleife | 30–60                                        | 30–60                                                         | 60                                                            | Sonn–und Feiertags nur vom Hauptbahnhof bis Tondernstrasse im 60 Minuten-Takt. Außer 19:59; 21:16 und 22:16 diese fahren vom Hauptbahnhof bis Profilstraße Schleife. | Sonn–und Feiertags nur vom Hauptbahnhof bis Tondernstrasse im 60 Minuten-Takt. Außer 19:59; 21:16 und 22:16 diese fahren vom Hauptbahnhof bis Profilstraße Schleife. |
| 540                              | Hagen Hauptbahnhof – Stadtmitte – Fachhochschule – Fernuniversität – Hagen Hauptbahnhof | Kein Takt                                    | Kein Verkehr                                                  | Kein verkehr                                                  | Campus Linie A und Linie B. Haben keinen Takt. Fährt nur Werktags. (7:09, 7:39; 8:09; 8:40; 15:24; 15:53; 16:24; 16:53; 17:24; 17:53)                                | Campus Linie A und Linie B. Haben keinen Takt. Fährt nur Werktags. (7:09, 7:39; 8:09; 8:40; 15:24; 15:53; 16:24; 16:53; 17:24; 17:53)                                |
| 541                              | Wetter Bahnhof – Hagen-Vorhalle – Eckesey – Hauptbahnhof – Stadtmitte – Eppenhausen – Emst – Bissingheim                                                                                              | 30–60                                        | 30–60                                                         | 30–60                                                         | An der Haltestelle Eickertstraße oder Totenhofweg, kommt man zur Käthe–Kollwitz–Berufskolleg                                                                         | An der Haltestelle Eickertstraße oder Totenhofweg, kommt man zur Käthe–Kollwitz–Berufskolleg                                                                         |
| 542                              | Hagen Profilstraße Schleife – Kabel – Boele – Loxbaum – Boelerheide – Höing – Stadtmitte – Hauptbahnhof – Kückelhausen – Haspe – Westerbauer – Gevelsberg Hbf                                         | 10                                           | 10                                                            | 15                                                            | Von Hagen Profilstraße fährt die 542 nur Werktags. 6:06; 14:06; 22:06                                                                                                | Von Hagen Profilstraße fährt die 542 nur Werktags. 6:06; 14:06; 22:06                                                                                                |
| 543                              | Hagen Profilstraße Schleife – Helfe – Loxbaum – Stadtmitte – Hauptbahnhof – Kückelhausen – Haspe – Heubing S – Westerbauer S – Westerbauer Schleife – Gevelsberg Knapp                                | 30                                           | 30                                                            | 60                                                            | | |
| 591                              | Hagen Hauptbahnhof – Eckesey – Vorhalle – WetterVolmarstein – Wengern – Oberwengern – Wetter Bf | 60 min                                       | 60                                                            | 60                                                            | | |
| 594                              | Hagen Hauptbahnhof – Eckesey – Boele – Kabel – Schwerte Westhofen – Schwerte ZOB/Bahnhof | 30–60                                        | 30–60                                                         | 30–60                                                         | Mit der 430 nach Dortmund-Hörde, oder mit der R30 nach Iserlohn. So wie zu den Zügen der Deutschen Bahn. RB53, RE7 und RE13                                          | Mit der 430 nach Dortmund-Hörde, oder mit der R30 nach Iserlohn. So wie zu den Zügen der Deutschen Bahn. RB53, RE7 und RE13                                          |
| Taxibus                          | |                                              |                                                               |                                                               | | |
| T4                               | Hagen Hauptbahnhof – Stadtmitte – Kratzkopf | 2 bis 4 h                                    | 2 bis 4 h                                                     | 2 bis 4 h                                                     | | |
| NachtExpress                     | |                                              |                                                               |                                                               | | |
| NE1                              | Hagen Bissingheim – Emst – Remberg – Stadtmitte – Hauptbahnhof – Loxbaum – Helfe – Boele – Bathey | 60                                           | 60                                                            | 60                                                            | | |
| NE2                              | Hagen-Westerbauer S – Haspe – Heubing S – Kuhlerkamp – Volkshochschule – Hauptbahnhof – Stadtmitte – Hoheleye – Loxbaum – Fley – Helfe – Kabel                                                        | 60                                           | 60                                                            | 60                                                            | | |
| NE3                              | Gevelsberg S – Hagen-Westerbauer S – Haspe – Hauptbahnhof – Stadtmitte – Oberhagen Bahnhof – Eilpe – Dahl – Rummenohl Bahnhof – Sterbecke                                                             | 60                                           | 60                                                            | 60                                                            | | |
| NE4                              | Hagen-Westerbauer Schleife – Westerbauer S – Heubing S – Haspe – Kückelhausen – Hauptbahnhof – Stadtmitte – Oberhagen Bahnhof – Eilpe – Freilichtmuseum – Selbecke Schleife – Breckerfeld             | 60                                           | 60                                                            | 60                                                            | | |
| NE5                              | Hagen-Garenfeld Mitte – Berchum – Fachhochschule – Stadtmitte – Hauptbahnhof – Altenhagen – Eckesey – Vorhalle – Brockhausen                                                                          | 60                                           | 60                                                            | 60                                                            | | |
| NE6                              | Hagen Südufer Hengstey – Boele – Helfe – Loxbaum – Hauptbahnhof – Stadtmitte – Remberg – Eppenhausen – Herbeck                                                                                        | 60                                           | 60                                                            | 60                                                            | | |
| NE9                              | Hagen Stadtmitte – Hauptbahnhof – Eckesey – Vorhalle – Vossacker | 60                                           | 60                                                            | 60                                                            | | |
| NE11                             | Hagen Hauptbahnhof – Stadtmitte – Hasselbach – Elsey – Hohenlimburg Bahnhof | 60                                           | 60                                                            | 60                                                            | | |
| NE12                             | Hagen Hauptbahnhof – Stadtmitte – Stadthalle – Emsterfeld – Holthausen – Hohenlimburg Bahnhof | 60                                           | 60                                                            | 60                                                            | | |
| NE19                             | Hagen Hauptbahnhof – Stadtmitte – Höing – Boelerheide – Eckesey – Herdecke Mitte – Nacken oder Herdecke Mitte – Altenbergstrasse / Abzw. Bahnhof – Schanze – Dortmund-Kirchhörde – Kirchhörde Bahnhof | 60                                           | 60                                                            | 60                                                            | In Kirchhörde Bahnhof besteht die Möglichkeit mit dem NE7 von der Haltestelle Weiße Taube nach Dortmund Reinoldikirche zu fahren.                                    | |
| NE7 (Dortmund)                   | Dortmund Reinoldikirche U nach Dortmund-Kirchhörde | MO–Fr : 0:52 von der Haltestelle Weiße Taube | Von FR auf SA : 3:52 und 4:52 von der Haltestelle Weiße Taube | Von SA auf SO: 0:53 bis 6:53, von der Haltestelle Weiße Taube | In der Nacht von SO auf Mo und nach Feiertagen um 0:53 von der Haltestelle Weiße Taube                                                                               | In der Nacht von SO auf Mo und nach Feiertagen um 0:53 von der Haltestelle Weiße Taube                                                                               |

## Trivia
Vor den Olympischen Winterspielen 2014 wurde von der Deutschen Bahn die so genannte GOLD Bahncard 25 beworben, bei denen der Besitzer am Tag nach einer Goldmedaille für Deutschland gratis in Deutschland IC und ICE fahren durfte. Der dazugehörige Fernsehspot wurde in Hagen gedreht.
Eine Vitrine nahe dem Zugangstunnel zu den Gleisen wurde durch örtliche Heimatforscher mit historischen Fotoaufnahmen von Hbf und Umfeld ausgestattet.
Die Hagener Bahnhofsmission wird von der Diakonie Mark-Ruhr betreut.